# Eli I van Maine
Eli I van Beaugency (ca. 1060 - 11 juli 1110) was graaf van Maine. 
Eli is geboren in de adel van Anjou en was via zijn moeder een kleinzoon van Herbert I van Maine. Hij werd een belangrijke aanvoerder van Anjou en een persoonlijke vriend van Godfried IV van Anjou. In 1089 veroverde hij het kasteel van Ballon (Sarthe) op de Normandiërs en in 1090 nam hij bisschop Hoël van Le Mans (stad) gevangen, die een bondgenoot van Normandië was. In 1093 kocht hij Maine van zijn neef Hugo V van Este voor een bedrag van 10.000 schelling.
Als graaf bleef Eli in conflict met de Normandiërs, waarbij hij steeds werd gesteund door Anjou. Hij wilde deelnemen aan de Eerste Kruistocht maar ging niet omdat hij bang was dat de Normandiërs in zijn afwezigheid Maine zouden aanvallen. In 1098 viel Eli Robert II van Bellême aan maar werd gevangengenomen. Daarna werd Le Mans door de Normandiërs veroverd. Eli werd vrijgelaten en keerde terug naar zijn goederen in Anjou. Samen met Godfried begon hij in 1100 aan de herovering van Maine en wist na een beleg van drie maanden Le Mans weer in te nemen. In 1101 sloot Eli een verbond met Hendrik I van Engeland tegen hertog Robert Curthose van Normandië. Eli steunde de opstand van Godfried tegen zijn vader, die uiteindelijk mislukte en was in 1106 aanwezig bij het overlijden van Godfried. Ook in 1106 vocht Eli mee in de slag bij Tinchebrai, waar hij de reserves van Hendrik aanvoerde. Zijn aanval besliste de veldslag in Hendriks voordeel.
Eli is begraven in Saint-Pierre de la Couture.
Eli was een zoon van Jan van Beaugency (1042 - Angers, 1097) en van Paula van Maine. Jan werd monnik van Saint-Auban te Angers in 1097 en was een zoon van Lancelin van Beaugency. Eli trouwde met Mathilde van Château-du-Loir (ca. 1055 - 1099) waardoor hij de kastelen van Château-du-Loir, Le Grand-Lucé en Outillé verwierf. Eli en Mathilde kregen een dochter: Ermengarde van Maine.
Eli hertrouwde met Agnes van Aquitanië, dochter van Willem VIII van Aquitanië, die verstoten was door Alfonso VI van Castilië. Uit dit huwelijk werden geen kinderen geboren. 
Bekende voorouders van Mathilde van Château-du-Loir zijn:
- Gervais van Château-du-Loir (ca. 1040- ca. 1095) en Eremburge de Loire (ca. 1040 - 4 juni ca. 1090), huwelijk 23 september 1067/8. Gervais deed ongeveer 1060 schenking aan Saint-Pierre-de-la-Cour du Mans, voor de gezondheid van zijn oom Gervais, aartsbisschop van Le Mans, en zijn vader en grootvader. Na de dood van Eremburge hertrouwde Gervais met ene Garsende.
  - Robert van Château-du-Loir (ca. 1005 - ca. 1068) en Elisabeth. Verwierf Château-du-Loir van Godfried III van Anjou.
    - Hamon van Saint-Dinan (ca. 970 - ca. 1030) en Hildeburg van Bellesme (ca. 980 - 27 oktober)
      - Hamo Degatanus
      - Ivo I van Bellême en Godehilde

  - Mathilde, is vermeld omdat ze aanwezig was bij het overlijden van haar dochter